# Jake Epp
Arthur Jacob „Jake“ Epp PC OC (* 1. September 1939 in Saint-Boniface, Manitoba; † 5. Juli 2025) war ein kanadischer Wirtschaftsmanager und Politiker der Progressiv-konservativen Partei (PC), der fast 21 Jahre lang Mitglied des Unterhauses war. Von 1979 bis 1980 war er Minister für Indianerangelegenheiten und nördliche Entwicklung im 21. kanadischen Kabinett von Premierminister Joe Clark und damit der erste Mennonit, der zum Bundesminister ernannt wurde. Später war er von 1984 bis 1989 Minister für nationale Gesundheit und Wohlfahrt sowie zwischen 1989 und 1993 Minister für Energie, Bergbau und natürliche Ressourcen im 24. Kabinett Kanadas von Premierminister Brian Mulroney.

## Leben

### Studium, Unterhausabgeordneter und Bundesminister im Kabinett Clark
Epp absolvierte zunächst ein grundständiges Studium, das er mit einem Bachelor of Arts (B.A.) beendete. Ein postgraduales Studium der Pädagogik schloss er mit einem Bachelor of Education (B.Ed.) ab. Darüber hinaus erwarb er einen Doktor der Rechte (LL.D.) und war als Lehrer sowie als Wirtschaftsmanager tätig.
Seine politische Laufbahn begann er in der Kommunalpolitik, als er 1970 Mitglied des Stadtrates (Councillor) von Steinbach wurde und diesem bis 1971 angehörte. Bei der Wahl vom 30. Oktober 1972 wurde Epp dann als Kandidat der Progressiv-konservativen Partei (PC) erstmals zum Abgeordneten in das Unterhaus gewählt wurde und in diesem bis zu seinem freiwilligen Mandatsverzicht am 24. Oktober 1993 fast 21 Jahre lang den Wahlkreis Provencher vertrat. Zu Beginn seiner Unterhauszugehörigkeit war er vom 24. Oktober 1973 bis 1979 Sprecher der PC-Fraktion für Einwanderung und zeitgleich vom 10. September bis Dezember 1974 zunächst auch Sprecher für Beschäftigung sowie zwischen dem 20. Dezember 1974 und 1976 ebenfalls Sprecher der Opposition für Multikulturalismus.
Am 4. Juni 1979 wurde er von Premierminister Joe Clark als Minister für Indianerangelegenheiten und nördliche Entwicklung in das 21. Kabinett Kanadas berufen, dem er bis zum Ende von Clarks Amtszeit am 2. März 1980 angehörte. Er war damit der erste Angehörige der Mennoniten, der zum Bundesminister ernannt wurde. In seiner Funktion als Minister verfügte er 1979 mit einem Brief, dass dem Rat des Yukon-Territoriums die meisten Regierungsangelegenheiten übertragen werden und somit die bis dahin erfolgte Verwaltung durch einen Commissioner weitgehend aufgehoben wurde.

### Opposition, Bundesminister im Kabinett Mulroney und Wechsel in die Privatwirtschaft
Nach der Wahlniederlage der Unterhauswahl vom 18. Februar 1980 fungierte er zwischen April 1980 und 1983 als Sprecher der PC-Fraktion für die Beziehungen zwischen Bund und Provinzen sowie anschließend 1983 bis April 1984 als Sprecher der Opposition für nationale Gesundheit und Wohlfahrt.
Nach dem Wahlsieg der Progressiv-konservativen Partei bei der Unterhauswahl vom 4. September 1984 wurde Epp am 17. September 1984 von Premierminister Brian Mulroney zum Minister für nationale Gesundheit und Wohlfahrt in das 24. kanadische Kabinett berufen und übte dieses Ministeramt bis zum 29. Januar 1989 aus. In dieser Zeit förderte er zahlreiche Bereiche der öffentlichen Gesundheit, insbesondere durch die Einführung erster Regelungen zum Nichtraucherschutz sowie die Einführung einer nationalen AIDS-Strategie. Im Rahmen einer Kabinettsumbildung übernahm er am 30. Januar 1989 das Amt des Ministers für Energie, Bergbau und natürliche Ressourcen und behielt dieses Amt, bis er am 3. Januar 1993 zurücktrat, da er zum einen nicht mehr für die nächste Unterhauswahl kandidieren und vor einer neuerlichen Kabinettsumbildung aus der Regierung ausscheiden wollte. Darüber hinaus fungierte er vom 17. September 1984 bis zum 29. Januar 1989 als Vorsitzender des Kabinettsausschusses für soziale Entwicklung sowie zwischen Juli 1986 bis 1993 als Regionalminister für Manitoba.
Nachdem er am 1. September 1993 zum Senior Vice President für internationale Wirtschaft des Erdölunternehmens TransCanada PipeLines Ltd. berufen wurde, legte er am 24. Oktober 1993 sein Unterhausmandat nieder und schied aus dem politischen Leben aus. Später wurde er Vorstandsvorsitzender des 1999 gegründeten börsennotierten Energieunternehmens Ontario Power Generation und förderte in der Folgezeit „grüne Energiequellen“ wie Wasserkraft, Solarenergie und Windenergie.
Für seine Verdienste in Politik und Wirtschaft wurde er am 6. Mai 2011 zum Officer des Order of Canada ernannt.

## Veröffentlichungen
- National strategies for health promotion, in: Canadian Journal of Public Health, Juli/August 1986
- Achieving health for all: a framework for health promotion, in: Canadian Journal of Public Health, November/Dezember 1986
- Achieving health for all: a framework for health promotion, in: Canada’s Mental Health, Dezember 1986
- Achieving health for all: a framework for health promotion, in: The Canadian Nurse, Dezember 1987
- Substance Abuse And The Workplace: A Federal Perspective, in: The Worklife Report, 1988
- Consensus still cornerstone of federal policy, in: Oilweek, Januar 1991